# Лісовенко Маргарита Олексіївна
Маргари́та Олексі́ївна Лісове́нко (нар. 22 квітня 2007) — українська снукеристка. Двічі чемпіонка України (2021, 2022) і двічі срібна призерка (2020, 2021).

## З життєпису
Почала грати в більярд у віці п'яти років. Спочатку грала переважно в російський варіант більярду, з 2013 року регулярно брала участь у національних юнацьких турнірах. 2016 року перейшла до гри в снукер.
Після невдач 2018 року в снукері 6-Red і 2019-го в снукері у своїх перших виступах на дорослих національних чемпіонатах у попередньому раунді вийшла до 1/8 фіналу на 6-Red Чемпіонаті-2019, в якому перемогла Дмитра Осипенка. У серпні 2020 року стала чемпіонкою України U16. Через місяць вийшла у жіночий фінал, де програла Любові Щигайловій.
У лютому 2021 року стала чемпіонкою України з 6-Red снукеру, перемігши у фіналі Лілію Царуш. 2021 року ще два рази виходила до фіналу, де знову зустрілася з Царуш, якій програла в U18 і в жіночому змаганні у снукер.
На початку 2022 року їй вдалося захистити свій титул на чемпіонаті 6-Red у фіналі проти Лілії Царуш.

### Основні результати
- 2020
  - Чемпіонат України U16 — переможниця
  - фіналістка Чемпіонату України
- 2021
  - переможниця Чемпіонату України (6-Red)
  - 2021 фіналістка Чемпіонату України U18
  - 2021 фіналістка Чемпіонату України
- 2022 переможниця Чемпіонату України (6-Red)